# District de Malacky
Le district de Malacky est l'un des 79 districts de Slovaquie dans la région de Bratislava.

## Démographie

### Évolution de la population
| Année:               | 1994.  | 2004.   | 2014.   | 2024.    |
| -------------------- | ------ | ------- | ------- | -------- |
| Nombre de personnes: | 62 625 | 65 840  | 70 043  | 79 982   |
| Différence:          |        | +5,13 % | +6,38 % | +14,18 % |

| Année:               | 2023.  | 2024.   |
| -------------------- | ------ | ------- |
| Nombre de personnes: | 79 689 | 79 982  |
| Différence:          |        | +0,36 % |

## Liste des communes
Source :

### Ville
- Malacky
- Stupava

### Villages
Borinka | Gajary | Jablonové | Jakubov | Kostolište | Kuchyňa | Láb | Lozorno | Malé Leváre | Marianka | Pernek | Plavecké Podhradie | Plavecký Mikuláš |  Plavecký Štvrtok | Rohožník | Sološnica | Studienka | Suchohrad | Veľké Leváre | Vysoká pri Morave | Záhorie (zone militaire) | Záhorská Ves | Závod | Zohor